# Список парусных яхт Российского императорского флота
В список включены все парусные яхты, состоявшие на вооружении Российского флота. Список не содержит сведений о паровых и транспортных яхтах флота.
Яхты (англ. yacht и нидерл. ja-gen — бегать, гнаться) представляли собой быстроходные парусные или парусно-гребные одно- или двухмачтовые суда с различным парусным вооружением, которые использовались для разведывательной и посыльной службы, выполнения гидрографических работ, а также для транспортировки командования флота, высокопоставленных персон и членов императорских фамилий. В составе Российского императорского флота яхты использовались в течение всего периода его существования. Российские яхты могли иметь на вооружении до 18 пушек среднего и малого калибра. Придворные и императорские яхты отличались роскошной отделкой внутренних помещений и внешним убранством, в том числе могли иметь украшения с позолоченной резьбой.

## Легенда
Список судов разбит на разделы по флотам и флотилиям, внутри разделов суда представлены в порядке очерёдности включения их в состав флота, в рамках одного года — по алфавиту, в отдельном разделе представлены трофейные яхты, сведений о службе которых в составе российского флота не сохранилось. Ссылки на источники информации для каждой строки таблиц списка и комментариев, приведённых к соответствующим строкам, сгруппированы и располагаются в столбце Примечания.
Таблица:
- Количество орудий — количество артиллерийских орудий, установленных на судне. В случае, если судно в разное время было вооружено различным количеством орудий, значения указываться через знак «/».
- Размер — длина и ширина судна в метрах.
- Осадка — осадка судна (глубина погружения в воду) в метрах.
- Верфь — верфь постройки судна.
- Корабельный мастер — фамилия мастера, построившего судно.
- История службы — основные места, даты и события.
- н/д — нет данных.

Строки таблиц иногда выделяются цветами:
- — светло-жёлтым цветом выделены придворные яхты и яхты членов императорской фамилии.
- — светло-синим цветом выделены министерские яхты.
- — светло-зелёным цветом выделены гвардейские яхты.

Сортировка может проводиться по любому из выбранных столбцов таблиц, кроме столбцов История службы, Подробности взятия в плен и Примечания.

## Яхты Азовского флота
В разделе приведены все яхты, входившие в состав Азовского флота России.
| Наименование     | Ор. | Размер | Верфь | Мастер | Вх. | Вых. | История службы | Прим.                         |
| ---------------- | --- | --- | --- | --- | --- | --- | --- | ----------------------------- |
| Кипарисная       | Сведений о конструкции судна, месте постройки, корабельном мастере и точных годах начала и окончания службы не сохранилось. | Сведений о конструкции судна, месте постройки, корабельном мастере и точных годах начала и окончания службы не сохранилось. | Сведений о конструкции судна, месте постройки, корабельном мастере и точных годах начала и окончания службы не сохранилось. | Сведений о конструкции судна, месте постройки, корабельном мастере и точных годах начала и окончания службы не сохранилось. | Сведений о конструкции судна, месте постройки, корабельном мастере и точных годах начала и окончания службы не сохранилось. | Сведений о конструкции судна, месте постройки, корабельном мастере и точных годах начала и окончания службы не сохранилось. | В мае 1699 года принимала участие в походе из Воронежа в Азов, а с июня по август того же года в Керченском походе. В 1705 году перевезена из Воронежа в Москву, а после через Ладожское озеро в Санкт-Петербург. | [ 2 ] [ 3 ] [ 4 ] [ 5 ] [ 6 ] |
| Святая Екатерина | 8 | 18,3 x 4,9 | Воронежская верфь | В. Геренс | 1702 | 1710 | В 1702 году отправлена из Воронежа в Азов. В 1704 году ушла в Таганрог. В апреле 1710 года вернулась в Азов, была вытащена на берег и при осмотре признана непригодной к дальнейшей эксплуатации.                 | [ 2 ] [ 3 ] [ 4 ]             |
| Святая Наталья   | 8 | 22,3 x 5,5 | Воронежская верфь | В. Геренс | 1702 | н/д | В 1702 году отправлена из Воронежа в Азов. В 1704 году ушла в Таганрог. В апреле 1710 года вернулась в Азов, была вытащена на берег и отремонтирована. В 1711 году перешла в Черкасск.                            | [ 2 ] [ 3 ] [ 4 ]             |

## Яхты Балтийского флота
В разделе приведены все яхты, входившие в состав Балтийского флота России.
| Наименование           | Ор.                                                                                     | Размер                                                                                  | Осадка                                                                                  | Верфь                                                                                           | Мастер                                                                                          | Вх.                                            | Вых.                                           | История службы | Прим.                           |
| ---------------------- | --------------------------------------------------------------------------------------- | --------------------------------------------------------------------------------------- | --------------------------------------------------------------------------------------- | ----------------------------------------------------------------------------------------------- | ----------------------------------------------------------------------------------------------- | ---------------------------------------------- | ---------------------------------------------- | --- | ------------------------------- |
| Без названия           | н/д                                                                                     | 22 x 4,6                                                                                | 2,3                                                                                     | Соломбальская верфь                                                                             | Сведений о корабельных мастерах, построивших суда, не сохранилось.                              | Сведений о времени службы яхты не сохранилось. | Сведений о времени службы яхты не сохранилось. | В 1704 году была доставлена в Санкт-Петербург по суше через Олонецкую верфь. Сведений о плаваниях яхты не обнаружено. | [ 2 ] [ 7 ]                     |
| Святого Апостола Петра | Сведений о конструкции судов не сохранилось.                                            | Сведений о конструкции судов не сохранилось.                                            | Сведений о конструкции судов не сохранилось.                                            | Казанская верфь                                                                                 | Сведений о корабельных мастерах, построивших суда, не сохранилось.                              | 1705                                           | н/д                                            | В 1709 году приведена в Санкт-Петербург. Прочих сведений о плаваниях яхты не сохранилось. | [ 2 ] [ 7 ] [ 8 ]               |
| Либе                   | Сведений о конструкции судов не сохранилось.                                            | Сведений о конструкции судов не сохранилось.                                            | Сведений о конструкции судов не сохранилось.                                            | Воронежская верфь, Санкт-Петербургское адмиралтейство                                           | Ф. М. Скляев, Г. А. Меншиков                                                                    | 1706                                           | н/д                                            | В разобранном была виде перевезена с верфи в Санкт-Петербург, там собрана и спущена на воду. Сведений о плаваниях судна не сохранилось. | [ 3 ] [ 2 ] [ 9 ] [ 10 ] [ 11 ] |
| Надежда                | Сведений о конструкции судов не сохранилось.                                            | Сведений о конструкции судов не сохранилось.                                            | Сведений о конструкции судов не сохранилось.                                            | Санкт-Петербургское адмиралтейство                                                              | Ф. М. Скляев                                                                                    | 1706                                           | н/д                                            | Сведений о плаваниях судов не сохранилось. | [ 2 ] [ 7 ] [ 8 ] [ 12 ]        |
| Святая Екатерина       | Сведений о конструкции судов не сохранилось.                                            | Сведений о конструкции судов не сохранилось.                                            | Сведений о конструкции судов не сохранилось.                                            | Построена в Англии                                                                              | Сведений о корабельных мастерах, построивших суда, не сохранилось.                              | 1706                                           | н/д                                            | Сведений о плаваниях судов не сохранилось. | [ 7 ] [ 13 ] [ 8 ]              |
| Казанская              | Сведений о конструкции судов не сохранилось.                                            | Сведений о конструкции судов не сохранилось.                                            | Сведений о конструкции судов не сохранилось.                                            | Казанская верфь                                                                                 | Сведений о корабельных мастерах, построивших суда, не сохранилось.                              | 1713                                           | н/д                                            | Приведена из Казани в Санкт-Петербург. В 1730 году перевозила адмиралов и высокопоставленных чиновников между Санкт-Петербургом и Кронштадтом. Во время церемонии коронации императрицы Анны Иоанновны стояла на Неве. | [ 2 ] [ 7 ] [ 8 ]               |
| Декроне                | н/д                                                                                     | 20                                                                                      | н/д                                                                                     | Построена в Пруссии. Подарена Петру I прусским королём Фридрихом I в обмен на рекрутов          | Построена в Пруссии. Подарена Петру I прусским королём Фридрихом I в обмен на рекрутов          | 1717                                           | н/д                                            | Весной 1719 года перешла в Ревель, а затем в Санкт-Петербург. В 1725 году на яхте из Санкт-Петербурга в Кронштадт был доставлен посол Швеции. В 1726, 1727, с 1732 по 1738 и в 1740 году совершала плавание между Санкт-Петербургом, Кронштадтом, Петергофом и Ораниенбаумом, а также принимала участие в церемониях спуска судов на Неве. В 1727 году также сопровождала герцога Голштинского в плавании из Санкт-Петербурга в Кронштадт, в 1736 году принимала участие в торжествах по поводу взятия Азова, а в 1745 году — в торжествах по случаю бракосочетания наследника русского престола Петра Федоровича и принцессы Софьи Фредерики Августы Ангальт-Цербстской. В августе того же года сопровождала ботик Петра I вниз по Неве. В 1746 году стояла у Зимнего дворца на Неве. В 1748 году также стояла на Неве и совершала плавания в Петергоф. | [ 7 ] [ 13 ] [ 8 ] [ 14 ]       |
| Наталья                | н/д                                                                                     | 17,5 x 5,6                                                                              | 2                                                                                       | Построена в Голландии, затем в разобранном виде перевезена в Россию, собрана и спущена на воду. | Построена в Голландии, затем в разобранном виде перевезена в Россию, собрана и спущена на воду. | 1719                                           | н/д                                            | В 1732 году совершала плавания между Санкт-Петербургом, Петергофом и Ораниенбаумом, в 1733 года — в церемонии спуска судов на Неве, после стояла у Петергофа. В 1734 году вновь ходила по Неве, в Кронштадт и Петергоф, а также участвовала в салютах. | [ 13 ] [ 15 ] [ 8 ]             |
| Транспорт Анна         | 18                                                                                      | Сведений о размерах судна не сохранилось.                                               | Сведений о размерах судна не сохранилось.                                               | Санкт-Петербургское адмиралтейство                                                              | Р. Броун                                                                                        | 1719                                           | н/д                                            | В 1721 году использовалась для плаваний Петром I. В 1726—1727 подверглась тимберовке на берегу Кронверкской гавани. В 1733 и 1736 годах принимала участие в церемониях спуска судов на Неве, торжествах по случаю взятия Азова, а также использовалась для перевозки в Кронштадт и Петергоф послов и вельмож. Ежегодно с 1737 по 1741 год весной стояла против Зимнего дворца на Неве, а летом совершала плавания в Кронштадт и Петергоф. В 1741 году подверглась тимберовке, в том же году встречала турецкого посланника в Шлиссельбурге. В 1745 году принимала участие в торжествах, связанных с бракосочетанием наследника престола Петра Федоровича и принцессы Софьи Фредерики Августы Ангальт-Цербстской, а также сопровождала ботик Петра I вниз по Неве. В 1746 году стояла на Неве у Зимнего дворца. В 1748 году и с 1756 по 1762 год лавировала по Неве и ходила в Петергоф. В 1763 году вновь принимала участие в церемонии спуска судов на Неве. | [ 7 ] [ 16 ] [ 8 ]              |
| Принцесса Елизавета    | Сведений о конструкции судна не сохранилось.                                            | Сведений о конструкции судна не сохранилось.                                            | Сведений о конструкции судна не сохранилось.                                            | Санкт-Петербургское адмиралтейство                                                              | Сведений о корабельных мастерах, построивших судно, не сохранилось.                             | 1723                                           | н/д                                            | В 1724 году принимала участие в церемонии переноса из Шлиссельбурга в Санкт-Петербург мощей Святого Александра Невского. С 1725 по 1727 год совершала плавания между Санкт-Петербургом и Кронштадтом. В 1730 году на яхте из Санкт-Петербурга в Кронштадт и обратно были доставлены адмиралы и высокопоставленные чиновники, во время церемонии коронации Анны Иоанновны яхта стояла на Неве. В 1732 году совершила плавания между Санкт-Петербургом, Петергофом, Ораниенбаумом и Кронштадтом. В 1734 году ходила по Неве, в Кронштадт и Петергоф, также участвовала в салютах. В 1736 году лавировала по Неве, а также принимала участие в церемонии спуска судов и в торжествах по случаю взятия крепости Азов. Ежегодно 1737 по 1741 год весной стояла напротив Зимнего дворца на Неве, а летом уходила в Кронштадт и Петергоф. В 1741 году из Шлиссельбурга в Санкт-Петербург перевезла турецкого посланника. В 1745 году принимала участие в торжествах по случаю бракосочетания наследника русского престола Петра Фёдоровича и принцессы Софьи Фредерики Августы Ангальт-Цербстской, а также сопровождала ботик Петра I вниз по Неве. В 1746 году стояла на Неве у Зимнего дворца, а в 1748 году помимо стоянки на Неве совершила плавание в Петергоф. | [ 15 ] [ 17 ] [ 8 ]             |
| Минерва                | Сведений о конструкции судна, месте его постройки и корабельном мастере не сохранилось. | Сведений о конструкции судна, месте его постройки и корабельном мастере не сохранилось. | Сведений о конструкции судна, месте его постройки и корабельном мастере не сохранилось. | Сведений о конструкции судна, месте его постройки и корабельном мастере не сохранилось.         | Сведений о конструкции судна, месте его постройки и корабельном мастере не сохранилось.         | 1732                                           | н/д                                            | В 1733 и 1734 годах принимала участие в церемониях спуска судов и салютах, совершала плавания по Неве и в Петергоф. Принимала участие в русско-шведской войне 1741—1743 годов. Весной и летом 1743 года выходила в крейсерские плавания в Финский залив в составе эскадры. В 1744 году использовалась для установки вех и доставки припасов на маяки Финского залива. В 1745 году несла брандвахтенную службу в Кронштадте, где получила повреждения во время шторма. | [ 18 ] [ 8 ]                    |
| Вирцоу                 | 12                                                                                      | Сведений о размерах судна не сохранилось.                                               | Сведений о размерах судна не сохранилось.                                               | Санкт-Петербургское адмиралтейство                                                              | Р. Броун                                                                                        | 1734                                           | н/д                                            | В 1735 и 1736 годах находилась на Неве, принимала участие в салютах, церемонии спуска судов на воду и торжествах по случаю взятия Азова, ходила в Кронштадт и Петергоф. Ежегодно с 1737 по 1741 год стояла напротив Зимнего дворца на Неве, а летом ходила в Кронштадт и Петергоф. В 1741 году встречала турецкого посланника в Шлиссельбурге. В 1743 году подверглась тимберовке. В 1745 году принимала участие в торжествах по случаю бракосочетания наследника русского престола Петра Фёдоровича и принцессы Софьи Фредерики Августы Ангальт-Цербстской, а также сопровождала ботик Петра I вниз по Неве. В 1746 году стояла на Неве у Зимнего дворца, в 1748 и 1762 годах, помимо стоянки на Неве, ходила в Петергоф. В 1763 году принимала участие в церемонии спуска судов на Неве. С 1764 по 1766 год стояла в Санкт-Петербурге. | [ 15 ] [ 18 ] [ 19 ]            |
| Георгий                | Сведений о конструкции судна не сохранилось.                                            | Сведений о конструкции судна не сохранилось.                                            | Сведений о конструкции судна не сохранилось.                                            | Санкт-Петербургское адмиралтейство                                                              | Сведений о корабельных мастерах, построивших судно, не сохранилось.                             | 1734                                           | н/д                                            | Сведений о плавании яхты не сохранилось. | [ 15 ] [ 18 ] [ 20 ]            |
| Анненгоф               | 12                                                                                      | Сведений о размерах судна не сохранилось.                                               | Сведений о размерах судна не сохранилось.                                               | Санкт-Петербургское адмиралтейство                                                              | Р. Девенпорт                                                                                    | 1735                                           | н/д                                            | Ежегодно с 1739 по 1741 год весной стояла напротив Зимнего дворца на Неве, а летом совершала плавания в Кронштадт и Петергоф. | [ 15 ] [ 18 ] [ 20 ]            |
| Ораниенбаум            | Сведений о конструкции судна не сохранилось.                                            | Сведений о конструкции судна не сохранилось.                                            | Сведений о конструкции судна не сохранилось.                                            | Галерная верфь                                                                                  | Сведений о корабельных мастерах, построивших судно, не сохранилось.                             | 1740                                           | 1771                                           | В 1740 году совершила плавание до острова Гогланд с целью проверки мореходных качеств. В 1741 году стояла на Неве и встречала турецкого посланника в Шлиссельбурге. В 1755 и 1765 годах совершала плавания Кронштадтом и Петергофом. По окончании службы была разобрана. | [ 18 ] [ 20 ]                   |
| Юнгфер-Анна-Екатерина  | Сведений о конструкции судна, месте его постройки и корабельном мастере не сохранилось. | Сведений о конструкции судна, месте его постройки и корабельном мастере не сохранилось. | Сведений о конструкции судна, месте его постройки и корабельном мастере не сохранилось. | Сведений о конструкции судна, месте его постройки и корабельном мастере не сохранилось.         | Сведений о конструкции судна, месте его постройки и корабельном мастере не сохранилось.         | 1753                                           | 1757                                           | С 1753 по 1757 год использовалась для установки вех и баканов в Финском заливе. 16 (27) сентября 1757 года по пути из Ревеля в Кронштадт попала в шторм и затонула в районе деревни Мустало. Экипажу удалось спастись. | [ 21 ] [ 22 ]                   |
| Петергоф               | 6                                                                                       | Сведений о размерах судна не сохранилось.                                               | Сведений о размерах судна не сохранилось.                                               | Санкт-Петербургское адмиралтейство                                                              | Сведений о корабельных мастерах, построивших судно, не сохранилось.                             | 1759                                           | 1779                                           | Сведений о плаваниях яхты не сохранилось. По окончании службы была разобрана. | [ 15 ]                          |
| Вторая Екатерина       | 20                                                                                      | 27,5 x 7,7                                                                              | 3,4                                                                                     | Сведений о месте постройки судна и корабельном мастере не сохранилось.                          | Сведений о месте постройки судна и корабельном мастере не сохранилось.                          | 1763                                           | 1782                                           | В 1764 году состояла на почтовом сообщении между Кронштадтом, Килем, Любеком и Данцигом. В 1765 году ходила из Кронштадта до Балтийского порта, а также доставила из Ревеля в Балтийский порт Екатерину II. В 1766 году совершала плавания из Кронштадта в Петергоф и Ораниенбаум, в 1768 году — между Кронштадтом, Петергофом и Фридрихштадтом, а в 1770 — между Кронштадтом и Ревелем. В 1773 году переоборудована во фрегат. В 1773, 1774 и 1776 годах фрегат выходил в практических плавания в Финский залив и Балтийское море. 1776 году участвовал в Высочайшем смотре судов флота на Кронштадтском рейде. В 1777 году переоборудован в портовое судно в Кронштадте. | [ 23 ] [ 24 ] [ 20 ]            |
| Святой Андрей          | 6                                                                                       | 18,9 x 5,5                                                                              | 2,2                                                                                     | Сведений о месте постройки судна и корабельном мастере не сохранилось.                          | Сведений о месте постройки судна и корабельном мастере не сохранилось.                          | 1763                                           | н/д                                            | В 1763, 1764 и 1765 годах совершала плавания между Санкт-Петербургом и Кронштадтом. С июля по август 1765 года также ходила в Шлиссельбург. | [ 23 ] [ 20 ]                   |
| Счастие                | 12                                                                                      | Сведений о размерах судна не сохранилось.                                               | Сведений о размерах судна не сохранилось.                                               | Санкт-Петербургское адмиралтейство                                                              | П. Г. Качалов                                                                                   | 1764                                           | н/д                                            | Строилась для цесаревича, великого князя генерал-адмирала Павла Петровича. В 1765, 1768 и 1771—1774 годах совершала плавания между Санкт-Петербургом, Кронштадтом и Петергофом. | [ 23 ] [ 20 ]                   |
| Алексей                | Сведений о конструкции судна, месте его постройки и корабельном мастере не сохранилось. | Сведений о конструкции судна, месте его постройки и корабельном мастере не сохранилось. | Сведений о конструкции судна, месте его постройки и корабельном мастере не сохранилось. | Сведений о конструкции судна, месте его постройки и корабельном мастере не сохранилось.         | Сведений о конструкции судна, месте его постройки и корабельном мастере не сохранилось.         | 1764                                           | н/д                                            | В 1768 году совершала плавания между Петергофом, Кронштадтом и Фридрихштадтом. В 1769 года стояла у Зимнего дворца на Неве. В 1770 году ходила из Кронштадта в Ревель, откуда привезла в Санкт-Петербург прусского принца. С 1771 по 1774 год ходила между Санкт-Петербургом, Кронштадтом и Петергофом. | [ 23 ] [ 20 ]                   |
| Петергоф               | Сведений о конструкции судов не сохранилось.                                            | Сведений о конструкции судов не сохранилось.                                            | Сведений о конструкции судов не сохранилось.                                            | Санкт-Петербургское адмиралтейство                                                              | Сведений о корабельных мастерах, построивших суда, не сохранилось.                              | 1768                                           | н/д                                            | В 1768 году совершала плавания между Петергофом, Кронштадтом и Фридрихштадтом. В 1769 году стояла у Зимнего дворца на Неве. В 1770 году ходила между Кронштадтом и Ревелем, а в 1771, 1782 и с 1785 по 1787 год — между Санкт-Петербургом, Кронштадтом и Петергофом. | [ 23 ] [ 20 ]                   |
| Транспорт Анна         | Сведений о конструкции судов не сохранилось.                                            | Сведений о конструкции судов не сохранилось.                                            | Сведений о конструкции судов не сохранилось.                                            | Санкт-Петербург                                                                                 | Сведений о корабельных мастерах, построивших суда, не сохранилось.                              | 1768                                           | н/д                                            | В 1768 году совершала плавания между Санкт-Петербургом, Петергофом, Кронштадтом и Фридрихштадтом. В 1769 году стояла у Зимнего дворца на Неве. В 1771—1774, 1777—1780, 1782, 1786 и 1787 годах ходила между Санкт-Петербургом, Кронштадтом и Петергофом. В июле 1777 года принимала участие во встрече у Берёзовых островов отряда шведских галер, на одной из которых инкогнито находился Густав III, и сопровождении их Санкт-Петербург. | [ 23 ] [ 20 ]                   |
| Екатерина              | Сведений о конструкции судна, месте его постройки и корабельном мастере не сохранилось. | Сведений о конструкции судна, месте его постройки и корабельном мастере не сохранилось. | Сведений о конструкции судна, месте его постройки и корабельном мастере не сохранилось. | Сведений о конструкции судна, месте его постройки и корабельном мастере не сохранилось.         | Сведений о конструкции судна, месте его постройки и корабельном мастере не сохранилось.         | 1776                                           | н/д                                            | В июле 1777 года принимала участие во встрече у Берёзовых островов отряда шведских галер, на одной из которых инкогнито находился Густав III, и сопровождении их Санкт-Петербург. Летом 1778 года находилась на Петергофском рейде, а также в июне доставила Екатерину II на к эскадре, стоящей на Кронштадтском рейде. В 1781 и 1782 годах ходила между Кронштадтом и Петергофом, в том числе доставила Екатерину II из Петергофа в Кронштадт и обратно. | [ 25 ] [ 20 ]                   |
| Алексей                | Сведений о конструкции судна не сохранилось.                                            | Сведений о конструкции судна не сохранилось.                                            | Сведений о конструкции судна не сохранилось.                                            | Санкт-Петербургское адмиралтейство                                                              | Сведений о корабельных мастерах, построивших судно, не сохранилось.                             | 1777                                           | н/д                                            | В 1777—1780, 1782 и 1784–1787 годах совершала плавания между Санкт-Петербургом, Кронштадтом и Петергофом. | [ 15 ] [ 26 ] [ 20 ]            |
| Счастие                | 12                                                                                      | Сведений о размерах судна не сохранилось.                                               | Сведений о размерах судна не сохранилось.                                               | Санкт-Петербургское адмиралтейство                                                              | А. С. Катасанов                                                                                 | 1777                                           | н/д                                            | Строилась для Екатерины II, отличалась роскошной внутренней отделкой. С 1777 по 1786 год совершала плавания между Санкт-Петербургом, Кронштадтом и Петергофом. | [ 15 ] [ 27 ] [ 20 ]            |
| Без названия           | Сведений о конструкции судна не сохранилось.                                            | Сведений о конструкции судна не сохранилось.                                            | Сведений о конструкции судна не сохранилось.                                            | Соломбальская верфь                                                                             | Сведений о корабельных мастерах, построивших судно, не сохранилось.                             | 1781                                           | н/д                                            | Находилась при Архангельском порте. | [ 15 ] [ 28 ]                   |
| Голубка                | Сведений о конструкции судна, месте его постройки и корабельном мастере не сохранилось. | Сведений о конструкции судна, месте его постройки и корабельном мастере не сохранилось. | Сведений о конструкции судна, месте его постройки и корабельном мастере не сохранилось. | Сведений о конструкции судна, месте его постройки и корабельном мастере не сохранилось.         | Сведений о конструкции судна, месте его постройки и корабельном мастере не сохранилось.         | 1781                                           | 1805                                           | В 1786 году совершила плавание из Кронштадта в Петрозаводск в составе отряда. С 1798 по 1801 год ходила между Санкт-Петербургом, Кронштадтом и Петергофом. По окончании службы разобрана в Санкт-Петербурге. | [ 28 ] [ 29 ] [ 30 ]            |
| Ласточка               | 6                                                                                       | 19,5 x 5,6                                                                              | 2,7                                                                                     | Галерная верфь                                                                                  | Сведений о корабельных мастерах, построивших судно, не сохранилось.                             | 1784                                           | 1806                                           | Находилась при гребном флоте. Принимала участие в русско-шведской войне 1788—1790 годов, в том числе в крейсерских плаваниях, бою со шведской гребной флотилией, первом Роченсальмском сражении. В 1795 году подверглась тимберовке, а в 1797 году передана Морскому шляхетному кадетскому корпусу. В 1803 и 1804 годах стояла на Кронштадтском рейде. По окончании службы разобрана в Санкт-Петербурге. | [ 31 ] [ 32 ] [ 29 ]            |
| Екатерина              | 12                                                                                      | Сведений о размерах судна не сохранилось.                                               | Сведений о размерах судна не сохранилось.                                               | Санкт-Петербургское адмиралтейство                                                              | С. Дуракин                                                                                      | 1785                                           | 1805                                           | В 1791 году находилась на Кронштадтском рейде, а в 1792 году выходила в плавания в Финский залив. В 1802 и 1805 годах ходила между Кронштадтом и Ревелем. По окончании службы разобрана в Кронштадте. | [ 33 ] [ 34 ] [ 29 ]            |
| Луиза-Ульрика          | 8                                                                                       | 16,5 x 5,2                                                                              | 2,8                                                                                     | Захвачена у шведов.                                                                             | Захвачена у шведов.                                                                             | 1790                                           | 1812                                           | Яхта была переоборудована из захваченного шведского бота. Первоначально судно находилось в личном распоряжении адмирала В. Я. Чичагова и совершало плавания Санкт-Петербургом и Кронштадтом. 1802 году яхта была передана в состав Балтийского флота и до 1809 года ходила между Санкт-Петербургом, Кронштадтом и Петергофом. По окончании службы разобрана в Санкт-Петербурге. | [ 35 ] [ 36 ] [ 37 ]            |
| Николай                | н/д                                                                                     | 29,9 x 7,9                                                                              | 3,5                                                                                     | Соломбальская верфь                                                                             | Сведений о корабельных мастерах, построивших судно, не сохранилось.                             | 1792                                           | 1806                                           | Находилась при Архангельском порте. По окончании службы разобрана в Архангельске. | [ 33 ] [ 34 ] [ 29 ]            |
| Петергоф               | Сведений о конструкции судна, месте его постройки и корабельном мастере не сохранилось. | Сведений о конструкции судна, месте его постройки и корабельном мастере не сохранилось. | Сведений о конструкции судна, месте его постройки и корабельном мастере не сохранилось. | Сведений о конструкции судна, месте его постройки и корабельном мастере не сохранилось.         | Сведений о конструкции судна, месте его постройки и корабельном мастере не сохранилось.         | 1792                                           | 1805                                           | В 1792, 1794, 1795 и 1797 годах совершала плавания между Санкт-Петербургом, Кронштадтом и Петергофом. По окончании службы разобрана в Санкт-Петербурге. | [ 33 ] [ 34 ] [ 29 ]            |
| Транспорт Анна         | Сведений о конструкции судна, месте его постройки и корабельном мастере не сохранилось. | Сведений о конструкции судна, месте его постройки и корабельном мастере не сохранилось. | Сведений о конструкции судна, месте его постройки и корабельном мастере не сохранилось. | Сведений о конструкции судна, месте его постройки и корабельном мастере не сохранилось.         | Сведений о конструкции судна, месте его постройки и корабельном мастере не сохранилось.         | 1792                                           | 1807                                           | В 1794 и 1798 годах совершала плавания между Санкт-Петербургом, Кронштадтом и Петергофом. Разобрана в Кронштадте. | [ 33 ] [ 34 ] [ 29 ]            |
| Походная               | н/д                                                                                     | 27,5 x 7,9                                                                              | 3,1                                                                                     | Санкт-Петербургское адмиралтейство                                                              | Михалицын                                                                                       | 1793                                           | 1803                                           | В 1793 году совершала плавания между Санкт-Петербургом и Кронштадтом. Ежегодно с 1794 по 1797 год выходила в практические плавания в шхеры во главе гребной флотилии. Летом 1798 года прошла по маршруту Кронштадт—Транзунд—Кронштадт в составе гребного флота. В 1799 года выходила в финляндские шхеры, в 1800 году стояла на Кронштадтском рейде, а в 1801 году — на Северном фарватере Кронштадта. В 1803 году была переоборудована под таможенную брандвахту в Кронштадте. | [ 33 ] [ 34 ] [ 29 ]            |
| Роченсальмия           | 8                                                                                       | 16,9 x 5,1                                                                              | 2,3                                                                                     | Галерная верфь                                                                                  | Сведений о корабельных мастерах, построивших судно, не сохранилось.                             | 1795                                           | н/д                                            | Ежегодно с 1797 по 1801 год выходила в практические плавания в финляндские шхеры составе гребной флотилии. В 1802, 1803, 1804 и 1810 годах совершала плавания между Санкт-Петербургом, Кронштадтом и Петергофом с отрядом придворных судов. Принимала участие в Отечественной войне 1812 года и войне с Францией 1813—1814 годов, в том числе в обороне Риги. В 1813 и 1814 годах использовалась в качестве брандвахтенного судна в Свеаборге. | [ 34 ] [ 32 ] [ 29 ]            |
| Симеон и Анна          | 8                                                                                       | 20,7 x 6,9                                                                              | 3,9                                                                                     | Галерная верфь                                                                                  | Сведений о корабельных мастерах, построивших судно, не сохранилось.                             | 1798                                           | н/д                                            | Ежегодно с 1799 по 1805 год совершала плавания между Санкт-Петербургом, Кронштадтом и Петергофом в составе отряда придворных судов. После 1805 года передана Морскому шляхетному кадетскому корпусу. Принимала участие в Отечественной войне 1812 года и войне с Францией 1813—1814 годов. В 1812 и 1813 годах с гардемаринами на борту ходила между Кронштадтом в Роченсальмом, а с 1814 по 1816 год — между Санкт-Петербургом и Кронштадтом. В 1824 году несла брандвахтенную службу в Санкт-Петербурге. | [ 36 ] [ 38 ] [ 29 ]            |
| Душенька               | н/д                                                                                     | 13,1 x 4,2                                                                              | 1,8                                                                                     | Куплена у шведов.                                                                               | Куплена у шведов.                                                                               | 1805                                           | 1816                                           | Принимала участие в русско-шведской войне 1808—1809 года. В 1809 году выходила в плавание в финляндские шхеры в составе гребной флотилии. С 1812 по 1814 год состояла при гребной флотилии, однако участия в боевых действиях не принимала. По окончании службы разобрана в Свеаборге. | [ 36 ] [ 39 ]                   |
| Голубка                | н/д                                                                                     | 21 x 6,7                                                                                | 1,1                                                                                     | Кронштадтская верфь                                                                             | И. П. Амосов                                                                                    | 1806                                           | 1816                                           | С 1808 по 1813 год совершала плавания между Санкт-Петербургом и Кронштадтом. В 1815 году перешла из Санкт-Петербурга на Ладожское озеро, после чего по суше была перетащена в Грузино. По окончании службы была разобрана. | [ 33 ] [ 40 ] [ 41 ]            |
| Дуве                   | Сведений о конструкции судна не сохранилось.                                            | Сведений о конструкции судна не сохранилось.                                            | Сведений о конструкции судна не сохранилось.                                            | Захвачены у шведов.                                                                             | Захвачены у шведов.                                                                             | 1808                                           | н/д                                            | Бывшая шведская яхта, захваченная во время русско-шведской войны 1808—1809 годов. С 1810 по 1812 и с 1815 по 1822 год совершала плавания между Свеаборгом, Або и Аландскими островами. | [ 42 ] [ 41 ] [ 43 ]            |
| Лебедь                 | н/д                                                                                     | 9,8 x 3,4                                                                               | 1,3                                                                                     | Захвачены у шведов.                                                                             | Захвачены у шведов.                                                                             | 1808                                           | н/д                                            | Бывшая шведская яхта, захваченная во время русско-шведской войны 1808—1809 годов. Состояла при гребной флотилии. В 1830 году использовалась для выполнения промеров в Финском заливе. В 1833 году принимала участие в маневрах отряда судов между Кронштадтом, Санкт-Петербургом и Петергофом. В 1836 и 1837 годах служила в качестве плавучего маяка на Елагинском фарватере. | [ 42 ] [ 41 ] [ 44 ]            |
| Лилея                  | н/д                                                                                     | 8,8 x 3,1                                                                               | 0,9                                                                                     | Сведений о месте покупки не сохранилось.                                                        | Сведений о месте покупки не сохранилось.                                                        | 1808                                           | 1814                                           | Состояла при гребной флотилии, однако участия в боевых действиях не принимала. По окончании службы разобрана в Або. | [ 39 ] [ 45 ]                   |
| Селегра                | Сведений о конструкции судов не сохранилось.                                            | Сведений о конструкции судов не сохранилось.                                            | Сведений о конструкции судов не сохранилось.                                            | Захвачены у шведов во время русско-шведской войны 1808—1809 годов.                              | Захвачены у шведов во время русско-шведской войны 1808—1809 годов.                              | 1808                                           | 1828                                           | Бывшая шведская яхта, захваченная во время русско-шведской войны 1808—1809 годов. Принимала участие в русско-шведской войне 1808—1809 годов, в том числе обстреле судов противника и сражении в Юнгферзунде. В 1809 году несла брандвахтенную службу в Або. В 1810 году совершала плавания между Або и Юнгферзундом. В 1812 году состояла при гребной флотилии. В 1818 и с 1823 по 1825 год совершала плавания между Санкт-Петербургом и Кронштадтом. В 1824 году была выброшена на мель во время наводнения в Кронштадте, однако позже была снята с мели и исправлена. По окончании службы разобрана в Кронштадте. | [ 42 ] [ 46 ] [ 41 ] [ 44 ]     |
| Эмгейтен               | Сведений о конструкции судов не сохранилось.                                            | Сведений о конструкции судов не сохранилось.                                            | Сведений о конструкции судов не сохранилось.                                            | Захвачены у шведов во время русско-шведской войны 1808—1809 годов.                              | Захвачены у шведов во время русско-шведской войны 1808—1809 годов.                              | 1808                                           | 1810                                           | Бывшая шведская яхта, захваченная во время русско-шведской войны 1808—1809 годов. Сведений о плаваниях не сохранилось. В 1810 году была продана в Улеаборге. | [ 42 ] [ 41 ] [ 44 ]            |
| Эрн                    | 3                                                                                       | 18,2 x 5,6                                                                              | 1,8                                                                                     | Захвачены у шведов во время русско-шведской войны 1808—1809 годов.                              | Захвачены у шведов во время русско-шведской войны 1808—1809 годов.                              | 1808                                           | 1826                                           | Бывшая шведская яхта, захваченная во время русско-шведской войны 1808—1809 годов. В 1810, 1811, 1815, 1816, 1823 и 1825 годах выходила в плавания в Ботнический залив. В 1817, 1819, 1821 и 1822 годах несла брандвахтенную службу у острова Флисеберг. По окончании службы разобрана в Або. | [ 42 ] [ 41 ] [ 44 ]            |
| Нева                   | Сведений о конструкции судна не сохранилось.                                            | Сведений о конструкции судна не сохранилось.                                            | Сведений о конструкции судна не сохранилось.                                            | Главное адмиралтейство                                                                          | Г. С. Исаков                                                                                    | 1809                                           | 1838                                           | В 1810 и 1811 годах совершала плавания между Санкт-Петербургом и Кронштадтом. Принимала участие в Отечественной войне 1812 года, находилась при корабельном флоте в Кронштадте. В 1813 году ушла в Выборг. С 1818 по 1823 год, а также в 1828 и 1829 годах ходила между Санкт-Петербургом и Кронштадтом с кадетами и гардемаринами на борту. С 1830 года несла брандвахтенную службу в Риге, а с 1831 по 1837 год — в устье Западной Двины. По окончании службы разобрана в Риге. | [ 40 ] [ 45 ] [ 47 ]            |
| Елена                  | н/д                                                                                     | 10,1 x 4,1                                                                              | 1,1                                                                                     | Сведений о месте покупки судна не сохранилось.                                                  | Сведений о месте покупки судна не сохранилось.                                                  | 1810                                           | 1816                                           | Состояла при гребной флотилии, однако участия в боевых действиях не принимала. По окончании службы разобрана в Або. | [ 45 ] [ 48 ]                   |
| Малая                  | н/д                                                                                     | 12,2 x 4,3                                                                              | 1,2                                                                                     | Главное адмиралтейство                                                                          | И. В. Курепанов                                                                                 | 1811                                           | н/д                                            | Построена для великой княгини Екатерины Павловны. Сведений о плаваниях не сохранилось | [ 40 ] [ 45 ] [ 49 ]            |
| Ласточка               | н/д                                                                                     | 22 x 5,7                                                                                | 2,4                                                                                     | Соломбальская верфь                                                                             | A. M. Курочкин                                                                                  | 1812                                           | 1831                                           | Ежегодно с 1812 по 1814 год выходила в плавания в Белое море. C 1815 по 1830 год использовалась в качестве брандвахтенного судна в Архангельске. | [ 40 ] [ 45 ] [ 49 ]            |
| Голубка                | 10                                                                                      | 21 x 6,8                                                                                | 2,2                                                                                     | Охтенская верфь                                                                                 | В. Ф. Стокке                                                                                    | 1818                                           | н/д                                            | В 1827 году совершала плавания между Санкт-Петербургом и Ригой. В 1829 и 1833 году ходила между Санкт-Петербургом и Кронштадтом в целях практики кадет и гардемарин Морского корпуса. В 1835 году подверглась тимберовке. В 1836, 1838, 1839 и 1840 годах ходила по Финскому заливу с кадетами на борту. С 1841 по 1845 год использовалась для доставки провианта и материалов на маяки Финского залива. | [ 45 ] [ 50 ] [ 49 ]            |
| Лизета                 | Сведений о конструкции судна не сохранилось.                                            | Сведений о конструкции судна не сохранилось.                                            | Сведений о конструкции судна не сохранилось.                                            | Охтенская верфь                                                                                 | В. Ф. Стокке                                                                                    | 1825                                           | н/д                                            | В 1826 и 1827 годах на яхте выполнялась опись шхер от Свеаборга до Або и Аландских островов. В 1828 году ходила между портами Финского залива, а в 1829 году использовалась для описи и промеров Штеттинского рейда. По окончании службы продана в Свинемюнде. | [ 45 ] [ 51 ] [ 49 ]            |
| Дружба                 | 12/14                                                                                   | 22,9 x 6,8                                                                              | 3                                                                                       | Охтенская верфь                                                                                 | В. Ф. Стокке                                                                                    | 1826                                           | 1848                                           | Строилась для Николая I. В 1826, 1827, 1832, 1833 и 1834 годах совершала плавания между Санкт-Петербургом и Кронштадтом с кадетами и гардемаринами на борту. В 1836 году подверглась тимберовке. В 1836 и 1837 годах была в распоряжении великого князя Михаила Павловича. С 1838 по 1842 год и с 1844 по 1848 год ходила между Санкт-Петербургом и Кронштадтом. | [ 45 ] [ 52 ] [ 49 ]            |
| Нева                   | 12/14                                                                                   | 22,9 x 6,8                                                                              | 3                                                                                       | Охтенская верфь                                                                                 | В. Ф. Стокке                                                                                    | 1831                                           | н/д                                            | Ежегодно с 1832 по 1846 год совершала плавания между Санкт-Петербургом и Кронштадтом в целях практики кадет Морского корпуса. В августе 1837 года принимала участие в церемонии открытия памятника Александру I. В 1841 году подверглась тимберовке. | [ 45 ] [ 53 ] [ 49 ]            |
| Костя                  | 4                                                                                       | 11,5 x 3,9                                                                              | 2                                                                                       | Построена в Англии                                                                              | Сведений о корабельных мастерах, построивших судно, не сохранилось.                             | 1834                                           | 1879                                           | Сведений о плаваниях судна не сохранилось. В 1848 году подверглась тимберовке. 18 (30) декабря 1879 года исключена из списков судов флота. | [ 13 ] [ 45 ] [ 49 ]            |
| Павлин                 | н/д                                                                                     | 15,7 x 4,9                                                                              | 2,3                                                                                     | Охтенская верфь                                                                                 | И. А. Амосов                                                                                    | 1836                                           | 1853                                           | В 1845 году переоборудована из пассажбота. В 1849 и 1850 годах совершала плавания между Санкт-Петербургом, Ораниенбаумом и Кронштадтом. В 1851 году несла брандвахтенную службу на Северном фарватере Кронштадта. По окончании службы была разобрана в Кронштадте. | [ 54 ] [ 55 ]                   |
| Затея                  | н/д                                                                                     | 15,6 x 5,2                                                                              | 1,2                                                                                     | Абовская верфь                                                                                  | Сведений о корабельных мастерах, построивших судно, не сохранилось.                             | 1838                                           | 1863                                           | Ежегодно с 1839 по 1857 год выходила в плавания в Финский залив и финляндские шхеры. В 1848 году подверглась тимберовке. С 1858 по 1863 год состояла при Санкт-Петербургском порте. 11 (23) сентября 1863 года исключена из списков судов флота. | [ 56 ] [ 49 ] [ 57 ]            |
| Королева Виктория      | 2                                                                                       | 31,8 x 7,4                                                                              | 3,4                                                                                     | Верфь на острове Уайт                                                                           | Сведений о корабельных мастерах, построивших судно, не сохранилось.                             | 1846                                           | 1884                                           | В 1846—1848, 1851—1853, 1856—1859 и 1861—1883 годах выходила в плавания в Финский залив. В 1850 году совершала плавания из Кронштадта в Портсмут. В 1854 и 1855 годах находилась в порту Кронштадта. В 1863 году подверглась тимберовке в Санкт-Петербурге. 24 ноября (6 декабря) 1884 года исключена из списков судов флота. | [ 13 ] [ 58 ] [ 49 ]            |
| Волна                  | н/д                                                                                     | 21,4 x 4,9                                                                              | н/д                                                                                     | Построена в Англии                                                                              | Дигбурн                                                                                         | 1848                                           | 1875                                           | С 1848 по 1850 год и в 1853 году совершала плавания между Санкт-Петербургом и Кронштадтом. В 1857 и 1859 годах использовалась для промеров Невской губы. В 1860 году и с 1862 по 1875 год выходила в плавания в Финский залив и финляндские шхеры. 7 (19) сентября 1875 года налетела на рифы у входа в Биорке-зунд и разбилась. | [ 13 ] [ 58 ] [ 59 ] [ 60 ]     |
| Дружба                 | 12                                                                                      | 24,7 x 6,8                                                                              | 2,9                                                                                     | Охтенская верфь                                                                                 | И. А. Амосов                                                                                    | 1848                                           | н/д                                            | В 1849 и 1851 годах совершала плавания Санкт-Петербургом и Кронштадтом. С 1853 по 1856 год находилась в Кронштадте. | [ 58 ] [ 56 ] [ 61 ]            |
| Нева                   | 12                                                                                      | 19,8 x 6,4                                                                              | 3,1                                                                                     | Охтенская верфь                                                                                 | Шаттен                                                                                          | 1849                                           | 1863                                           | Построена для великого князя Алексея Александровича. С 1847 по 1851 год и в 1853 году совершала плавания между Санкт-Петербургом и Кронштадтом, а с 1856 по 1859 год — между портами Финского залива. 5 (17) января 1863 года исключена из списков судов флота. | [ 58 ] [ 56 ] [ 60 ]            |
| Никса                  | 6                                                                                       | 24,4 x 5,9                                                                              | 2,3                                                                                     | Построена в Англии                                                                              | Сведений о корабельных мастерах, построивших судно, не сохранилось.                             | 1852                                           | 1884                                           | Строилась для цесаревича Николая Александровича. Ежегодно с 1856 по 1883 год выходила в плавания в Финский залив и Балтийское море. | [ 62 ] [ 60 ]                   |
| Забава                 | н/д                                                                                     | 28,7 x 6,9                                                                              | 2,3                                                                                     | Абовская верфь                                                                                  | Н. А. Арцеулов                                                                                  | 1860                                           | 1884                                           | В 1861 году выходила в плавания в Финский залив с великими князьями Алексеем Александровичем и Николаем Константиновичем на борту. С 1869 по 1873 год и с 1878 по 1884 год выходила в плавания в Балтийское море, Финский залив и финляндские шхеры. В 1874, 1875 и 1877 год использовалась для практики воспитанников Морского училища. | [ 63 ] [ 60 ]                   |

- «Яхта „Дружба“ 1826—1848 годы» А. К. Беггров, 1892 год
- Чертёж кормового декора яхты «Алексей», 1777 год

## Яхты Черноморского флота
В разделе приведены все яхты, входившие в состав Черноморского флота России.
| Наименование   | Ор.  | Размер                                    | Осадка                                    | Верфь                          | Мастер                                                              | Вх.  | Вых. | История службы | Прим.               |
| -------------- | ---- | ----------------------------------------- | ----------------------------------------- | ------------------------------ | ------------------------------------------------------------------- | ---- | ---- | --- | ------------------- |
| Адмиралтейская | 8    | Сведений о размерах судов не сохранилось. | Сведений о размерах судов не сохранилось. | построена в Херсоне            | Сведений о корабельных мастерах, построивших судно, не сохранилось. | 1786 | н/д  | Сведений о плаваниях судна не сохранилось. | [ 3 ] [ 4 ]         |
| Твёрдая        | 8    | Сведений о размерах судов не сохранилось. | Сведений о размерах судов не сохранилось. | Николаевское адмиралтейство    | Д. В. Кузнецов                                                      | 1807 | 1839 | В 1807 году совершила плавание из Николаева в Константинополь. В 1808 году ходила между черноморскими портами. В 1809, 1813 и 1814 годах стояла находилась на Николаевском рейде. С 1810 по 1812 год использовалась для выполнения гидрографических работ в Чёрном море. В 1815 году подверглась тимберовке в Николаеве. В 1816 году на яхте совершил плавание из Таганрога в Керчь великий князь Николай Павлович, а в 1817 году — из Тамани в Керчь великий князь Михаил Павлович. В 1818 году плавала между Николаевом и Севастополем, в 1819 году ходила по Чёрному морю под флагом вице-адмирала А. С. Грейга. В 1820 году поступила в распоряжение военного генерал-губернатора А. Ф. Ланжерона в Одессе. Ежегодно с 1822 по 1827 год выходила в плавания в Чёрное море. Принимала участие в русско-турецкой войне 1828—1829 годов, в том числе в блокаде Анапы и доставке курьеров. В 1830 и 1831 годах находилась на Дунае. | [ 3 ] [ 4 ] [ 40 ]  |
| Утеха          | 10   | 29,3 x 7,8                                | 3,4                                       | Николаевское адмиралтейство    | А. И. Мелихов                                                       | 1821 | н/д  | С 1821 по 1824 год ходила между портами Чёрного моря. Принимала участие в русско-турецкой войне 1828—1829 годов, в том числе использовалась для доставки корреспонденции и крейсерских плаваний. В 1830 году совершала плавания между Николаевом и Одессой. | [ 3 ] [ 4 ] [ 51 ]  |
| Голубка        | 8    | 20,9 x 5,9                                | 3,9                                       | Севастопольское адмиралтейство | И. Я. Осминин                                                       | 1822 | 1850 | В 1825 года использовалась для описи северной части Чёрного моря. В 1826 году выходила в практическое плавание в Чёрном море. С 1828 по 1837 год на яхте выполнялась опись берегов Чёрного и Азовского морей. С 1844 по 1850 год несла брандвахтенную службу в Измаиле. | [ 3 ] [ 4 ] [ 51 ]  |
| Резвая         | 10   | 29,3 x 9,2                                | н/д                                       | Николаевское адмиралтейство    | И. Я. Осминин                                                       | 1830 | 1844 | С 1831 по 1843 год совершала плавания между черноморскими портами и выходила в практических плаваниях. В июле—августе 1832 года ходила в Редут-Кале. По окончании службы разобрана. | [ 3 ] [ 4 ] [ 64 ]  |
| Сатуново       | н/д  | 18,3 x 4,6                                | 1,6                                       | Николаевское адмиралтейство    | И. Я. Осминин                                                       | 1830 | н/д  | С 1831 по 1836 год состояла при гребной флотилии на Дунае. В 1836 году использовалась для осмотра военных брандвахт на Дунае. | [ 3 ] [ 4 ] [ 65 ]  |
| Стрела         | 6/10 | 17,4 x 5,7                                | 3,3                                       | Николаевское адмиралтейство    | И. С. Дмитриев                                                      | 1835 | 1855 | В 1840 году совершала плавания между Николаевом и Одессой, а в 1842 году — между Николаевом и Севастополем. В 1843 году выходила в крейсерские плавания к берегам Кавказа, а 1847 году — в практическое плавание в Чёрное море. С 1848 по 1852 год крейсировала у берегов Крыма. В 1853 году стояла на Севастопольском рейде, в 1854 году — в Корабельной бухте Севастополя. В 1855 году была затоплена на рейде при оставлении города гарнизоном. | [ 3 ] [ 4 ] [ 65 ]  |
| Орианда        | 6/10 | 27,7 x 7,6                                | 3,7                                       | Николаевское адмиралтейство    | А. С. Акимов                                                        | 1837 | 1859 | С 1834 по 1836 год ходила между черноморскими портами. В 1838 и 1839 годах крейсировала у берегов Абхазии, в мае 1839 года принимала участие в высадке десанта у Субаши. В 1840 года ходила между портами Чёрного и Азовского морей. С 1841 по 1847 год и в 1852 году выходила в практические плавания в Чёрное море. В 1848—1849 годах совершила плавание из Чёрного моря на Балтику и обратно, посетив Лиссабон, Портсмут, Копенгаген, Плимут и Кадис. На Балтике выиграла гонку Санкт-Петербургского яхт-клуба, получив императорский приз. В 1853 год находилась в Очакове, а в 1854 и 1855 годах — в Николаеве. В 1856 и 1857 годах совершала плавания по Днепровскому лиману, Бугу и Чёрному морю. В 1858 году несла брандвахтенную службу в Очакове. По окончании службы продана на слом. | [ 4 ] [ 66 ] [ 67 ] |

Помимо приведённых в таблице яхт Черноморского флота в книге А. П. Соколова «Летопись крушений и пожаров судов Русского флота, от начала его по 1854 год» приводится описание яхты «Миус», которая пропала без вести в Чёрном море, однако в большинстве источников это судно приводится в качестве бота, в связи с чем в рамках данного списка не рассматривается и приведено в списке парусных ботов Российского императорского флота.
- Яхта «Ориадна»
- Чертёж рангоута и парусов яхты «Орианда»

## Яхты Беломорской и Переславской флотилий
В разделе приведены все яхты, входившие в состав Переславской «потешной» и Беломорской флотилий России.
| Наименование        | Ор.                                          | Размер                                       | Верфь | Мастер | Вх.                                             | Вых.                                            | История службы | Прим.                     |
| ------------------- | -------------------------------------------- | -------------------------------------------- | --- | --- | ----------------------------------------------- | ----------------------------------------------- | --- | ------------------------- |
| Без названия        | Сведений о конструкции судов не сохранилось. | Сведений о конструкции судов не сохранилось. | Переславская верфь                                                                                              | К. Брант | 1690                                            | н/д                                             | Строилась совместно с двумя малыми фрегатами. Сведений о плаваниях судна не сохранилось. | [ 69 ]                    |
| 2 яхты без названия | Сведений о конструкции судов не сохранилось. | Сведений о конструкции судов не сохранилось. | Переславская верфь                                                                                              | К. Брант | Сведений о времени службы судна не сохранилось. | Сведений о времени службы судна не сохранилось. | Сведений о плаваниях судна не сохранилось. | [ 70 ]                    |
| Анна                | Сведений о конструкции судов не сохранилось. | Сведений о конструкции судов не сохранилось. | Преображенская верфь                                                                                            | Пётр I | 1691                                            | н/д                                             | После постройки была перевезена на Плещеево озеро. Сведений о плаваниях судна не сохранилось. | [ 70 ]                    |
| Святой Пётр         | 12                                           | 17 x 5,7                                     | Построена в Холмогорах                                                                                          | П. Бас, Г. Янсен                                                                                                | 1693                                            | 1723                                            | В 1693 и в 1694 годах на яхте в плавания по Белому морю выходил Пётр I. По окончании службы стала первым в Архангельске музейным объектом. Исключена из состава флота по ветхости. | [ 70 ] [ 71 ] [ 72 ]      |
| Транспорт-Рояль     | 20                                           | 22,9                                         | Яхта была подарена Петру I английским королём. Сведений о месте постройке и корабельном мастере не сохранилось. | Яхта была подарена Петру I английским королём. Сведений о месте постройке и корабельном мастере не сохранилось. | 1697                                            | 1715                                            | В 1698 году под командованием английского капитана и с английским экипажем пришла в Архангельск, где была передана русскому экипажу. В июне того же года планировалось перевести судно на Волгу, однако из-за мелководья оно встало у Спасского монастыря. После яхта вошла в состав Беломорской флотилии. В 1702 году в составе отряда и под флагом Петра I совершила плавание к Соловецким островам. Весной 1715 года подверглась килеванию. 24 августа (4 сентября) 1715 года вышла из Архангельска в составе отряда для перехода в Балтийское море. Во время перехода попала в шторм и разбилась в проливе Каттегат. | [ 7 ] [ 8 ] [ 73 ] [ 74 ] |
| Диана               | Сведений о конструкции судна не сохранилось. | Сведений о конструкции судна не сохранилось. | Соломбальская верфь                                                                                             | Сведений о корабельных мастерах, построивших судно, не сохранилось.                                             | 1742                                            | н/д                                             | Летом 1742 года яхту готовили к переходу на Балтику, однако из-за неуверенности в прочности конструкции судна, «Диана» была оставлена в Архангельске и использовалась для нужд Архангельского порта. | [ 18 ] [ 20 ]             |

## Яхты Каспийской флотилии
В разделе приведены все яхты, входившие в состав Каспийской флотилии России.
| Наименование | Ор.                                                                                     | Размер                                                                                  | Осадка                                                                                  | Верфь                                                                                   | Мастер                                                                                  | Вх.                                                                       | Вых. | История службы | Прим.                                     |
| ------------ | --------------------------------------------------------------------------------------- | --------------------------------------------------------------------------------------- | --------------------------------------------------------------------------------------- | --------------------------------------------------------------------------------------- | --------------------------------------------------------------------------------------- | ------------------------------------------------------------------------- | ---- | --- | ----------------------------------------- |
| 2 яхты       | н/д                                                                                     | 18,5 x 5                                                                                | н/д                                                                                     | Казанская верфь                                                                         | Сведений о корабельных мастерах, построивших суда, не сохранилось.                      | 1700                                                                      | н/д  | В составе Яхтенского полка использовались для охраны торговых судов и борьбы с пиратством на Волге и в Каспийском море. В 1705—1706 годах солдаты Яхтенского полка принимали участие в Астраханском восстании. | [ 75 ]                                    |
| 11 яхт       | н/д                                                                                     | 17 x 4,9                                                                                | н/д                                                                                     | Казанская верфь                                                                         | Сведений о корабельных мастерах, построивших суда, не сохранилось.                      | 1700                                                                      | н/д  | В составе Яхтенского полка использовались для охраны торговых судов и борьбы с пиратством на Волге и в Каспийском море. В 1705—1706 годах солдаты Яхтенского полка принимали участие в Астраханском восстании. | [ 75 ]                                    |
| Эсперанс     | Сведений о конструкции судов не сохранилось.                                            | Сведений о конструкции судов не сохранилось.                                            | Сведений о конструкции судов не сохранилось.                                            | Казанская верфь                                                                         | Р. Гардлий                                                                              | 1720                                                                      | н/д  | Принимали участие в Персидском походе 1722—1723 годов. | [ 76 ] [ 77 ] [ 78 ]                      |
| Плезир-яхта  | Сведений о конструкции судов не сохранилось.                                            | Сведений о конструкции судов не сохранилось.                                            | Сведений о конструкции судов не сохранилось.                                            | Казанская верфь                                                                         | Сведений о корабельном мастере и точном времени постройки не сохранилось.               | Сведений о корабельном мастере и точном времени постройки не сохранилось. | 1724 | Принимали участие в Персидском походе 1722—1723 годов. | [ 77 ] [ 78 ] [ 79 ]                      |
| Мария        | н/д                                                                                     | 21,4 x 5,8                                                                              | 2,3                                                                                     | Астраханская верфь                                                                      | Рогачев                                                                                 | 1796                                                                      | 1807 | Принимала участие в русско-персидской войне 1804—1813 годов. В 1804 году стояла на Астраханском рейде, а в 1805 году принимала участие в высадке десанта у Зинзили, блокаде и бомбардировке Баку. В 1807 году на яхте проводились гидрографические работы у Астрахани. По окончании службы была разобрана в Астрахани.                      | [ 34 ] [ 77 ] [ 80 ] [ 81 ] [ 82 ]        |
| № 1          | Сведений о конструкции судна, месте его постройки и корабельном мастере не сохранилось. | Сведений о конструкции судна, месте его постройки и корабельном мастере не сохранилось. | Сведений о конструкции судна, месте его постройки и корабельном мастере не сохранилось. | Сведений о конструкции судна, месте его постройки и корабельном мастере не сохранилось. | Сведений о конструкции судна, месте его постройки и корабельном мастере не сохранилось. | 1822                                                                      | 1828 | С 1823 по 1828 год использовалась для выполнения описи и промеров устьев Волги. По окончании службы была разобрана в Астрахани. | [ 77 ] [ 78 ] [ 83 ] [ 84 ]               |
| Марфа        | 6                                                                                       | 17,7 x 5,1                                                                              | 2,9                                                                                     | Астраханская верфь                                                                      | С. О. Бурачёк                                                                           | 1824                                                                      | 1837 | Ежегодно с 1825 по 1832 год выходила в плавания в Каспийское море. 2 (14) июля 1832 года во время стоянки на Волге в районе села Царево была опрокинута внезапно налетевшим шквалом и затонула. Судно удалось поднять, и в 1834 и 1835 годах оно использовалось в качестве плавучего маяка. По окончании службы была разобрана в Астрахани. | [ 51 ] [ 77 ] [ 78 ] [ 85 ] [ 86 ] [ 87 ] |

- Плезир-яхта в экспозиции музея «Домик Петра I» в Астрахани

## Трофейные яхты
В разделе приведены трофейные яхты, сведений о службе которых в составе российского флота не сохранилось.
| Наименование  | Ор. | Размер                                    | Ос.                                       | Место                                    | Год  | Подробности взятия в плен | Прим.         |
| ------------- | --- | ----------------------------------------- | ----------------------------------------- | ---------------------------------------- | ---- | --- | ------------- |
| Яхта-галиот   | н/д | Сведений о размерах судов не сохранилось. | Сведений о размерах судов не сохранилось. | устье Северной Двины                     | 1701 | Захвачена у шведов в июне 1701 года в устье Северной Двины сухопутными войсками на гребных судах.                                      | [ 88 ]        |
| Флундран      | 4   | Сведений о размерах судов не сохранилось. | Сведений о размерах судов не сохранилось. | Чудское озеро                            | 1702 | Захвачена у шведов в мае 1702 года на Чудском озере отрядом Ф. С. Толбухина на карбасах.                                               | [ 88 ]        |
| Виват         | 12  | Сведений о размерах судов не сохранилось. | Сведений о размерах судов не сохранилось. | Чудское озеро                            | 1702 | Захвачена у шведов в 10 (21) июля 1702 года на Чудском озере отрядом генерал-майора А. А. Гулица на карбасах.                          | [ 88 ]        |
| Без названия  | н/д | Сведений о размерах судов не сохранилось. | Сведений о размерах судов не сохранилось. | Чудское озеро                            | 1702 | Захвачена у шведов в июле 1702 года на Чудском озере отрядом Ф. С. Толбухина.                                                          | [ 88 ]        |
| Без названия  | 12  | Сведений о размерах судов не сохранилось. | Сведений о размерах судов не сохранилось. | Сведений о месте захвата не сохранилось. | 1788 | Захвачена у шведов фрегатом «Подражислав».                                                                                             | [ 89 ]        |
| Без названия  | 12  | Сведений о размерах судов не сохранилось. | Сведений о размерах судов не сохранилось. | Каттегат                                 | 1789 | Захвачена у шведов в проливе Каттегат.                                                                                                 | [ 90 ]        |
| Бруна Юртен   | н/д | Сведений о размерах судов не сохранилось. | Сведений о размерах судов не сохранилось. | Паркалаут                                | 1789 | Захвачены 19 (30) июня 1789 года у шведов отрядом под командованием капитана Н. И. Шешукова в районе Паркалаута.                       | [ 90 ] [ 91 ] |
| Святой Генрих | н/д | Сведений о размерах судов не сохранилось. | Сведений о размерах судов не сохранилось. | Паркалаут                                | 1789 | Захвачены 19 (30) июня 1789 года у шведов отрядом под командованием капитана Н. И. Шешукова в районе Паркалаута.                       | [ 90 ] [ 91 ] |
| Без названия  | 12  | Сведений о размерах судов не сохранилось. | Сведений о размерах судов не сохранилось. | Сведений о месте захвата не сохранилось. | 1789 | Захвачена у шведов 21 августа (1 сентября) 1789 года флотилией гребных судов под командованием принца К. Нассау-Зигена.                | [ 92 ]        |
| Без названия  | 7   | Сведений о размерах судов не сохранилось. | Сведений о размерах судов не сохранилось. | Биорке-зунд                              | 1790 | Захвачена у шведов 22 июня (3 июля) 1790 года в районе Биорке-зунда флотилией гребных судов под командованием принца К. Нассау-Зигена. | [ 93 ]        |
| Горда Тебек   | н/д | Сведений о размерах судов не сохранилось. | Сведений о размерах судов не сохранилось. | Сведений о месте захвата не сохранилось. | 1808 | Захвачена у шведов в 1808 году, продана в Гамбурге в 1810 году.                                                                        | [ 43 ]        |
| № 2           | н/д | 9,1 x 3,8                                 | 1                                         | Сведений о месте захвата не сохранилось. | 1810 | Захвачены у шведов в 1810 году, разобраны в Або в 1814 году.                                                                           | [ 43 ]        |
| № 4           | н/д | 11,3 x 4,3                                | 1,6                                       | Сведений о месте захвата не сохранилось. | 1810 | Захвачены у шведов в 1810 году, разобраны в Або в 1814 году.                                                                           | [ 43 ]        |

### Комментарии
1. ↑  Изображённый на акварели Л. Ф. Лагорио люгер «Нева» (№ 3) в списках судов флота числился в качестве личной яхты Александра Николаевича. Рисунок выполнен для подарочного альбома офицеров Гвардейского экипажа шефу экипажа императрице Марии Фёдоровне.
2. ↑  Названа в честь племянницы Петра I Екатерины Иоановны.
3. ↑  Названа в честь  Натальи Кирилловны Нарышкиной.
4. ↑  Или «Любовь». В некоторых источниках из-за места постройки упоминается в списках Азовского флота.
5. ↑  После в разобранном виде перевезена в Санкт-Петербург, где была собрана и спущена на воду.
6. ↑  От нидерл. de kroon — корона.
7. 1 2  Указана длина судна.
8. ↑  По другим данным заказана в 1704 году в Нидерландах как королевская яхта, а в 1708 году прибыла в Пруссию и вошла в состав Бранденбургского флота.
9. ↑  По другим данным в 1716 году.
10. ↑  До 2 (13) апреля 1745 года «Принцесса Анна». Также в документах упоминалась как Фрегат Рояль или монаршеский транспорт.
11. ↑  Старое название реки Иецава.
12. ↑  Или «Юнгфрау Анна-Екатерина».
13. 1 2 3  Точная дата постройки не установлена, указан вероятный год постройки.
14. ↑  Указано вооружение судна после переоборудования его во фрегат, сведений о вооружении яхты не сохранилось.
15. ↑  По другим данным около 1767 года.
16. ↑  Построена по чертежам яхты «Транспорт Анна» 1719 года постройки.
17. ↑  Точное наименование верфи не установлено.
18. ↑  С 1797 года в силу особенностей парусного вооружения числилась бригом.
19. 1 2 3  Год взятия в плен.
20. ↑  Или просто «Анна».
21. ↑  По другим данным 1800 год.
22. ↑  В некоторых источниках упоминается в качестве брига.
23. 1 2 3 4  Год покупки.
24. ↑  Или «Голубь».
25. ↑  По другим данным продана в Гамбурге в 1810 году.
26. ↑  Или «Селигер».
27. ↑  Или «Лизетта».
28. 1 2  Яхты «Дружба» и «Нева» строились по одному проекту, тип «Дружба». «Нева» в 1849 году переименована в «Мензулу».
29. 1 2  Указан год прихода судна в Россию.
30. ↑  При постройке судно носило имя «Сумпа», после переоборудования в яхту в 1848 году получило было названо «Затея».
31. ↑  Названа в честь королевы Виктории.
32. ↑  12-фунтовые гладкоствольные пушки.
33. ↑  Названа в честь цесаревича Николая Александровича.
34. ↑  Четыре 8-фунтовых «единорога» и две 3-лотовые пушечки.
35. ↑  англ. Transport-Royal — королевский или монарший транспорт.
36. ↑  Вооружение яхт состояло из лёгких пушек и фальконетов. Сведений о количестве орудий на каждой из яхт не сохранилось.
37. ↑  Названа в честь жены командира Астраханского порта П. Г. Орловского
38. ↑  В книге Веселаго Ф. Ф. «Список русских военных судов с 1668 по 1860 год» приведен другой кораблестроитель по фамилии Углов.
39. 1 2  Яхточка.